# Svendborgbanen
 Ikke at forveksle med Svendborg-Nyborg Banen.
 Ikke at forveksle med Svendborg-Faaborg Banen.
Svendborgbanen er jernbanen mellem Odense og Svendborg, som blev indviet 12. juli 1876. Banen blev etableret af Sydfyenske Jernbaner men blev overtaget af DSB 1. april 1949. Fra 13. december 2020 drives banen af Arriva.
I dagtimerne kører der på strækningen mellem Odense og Svendborg to tog (i aftentimerne kun et) i timen i hver retning, som ikke standser ved alle stationer. Mellem Odense og Ringe kører der desuden i både dag- og aftentimerne et tog i timen i hver retning, der standser ved alle stationer.

## Strækningen
Strækningen har/har haft følgende stationer:
- Odense Banegård (Od), udgangspunkt for banen fra 1954 og forbindelse til den fynske hovedbane
- Odense Syd, udgangspunkt for banen til 1954
- Odense Sygehus Station (Oss)
- Fruens Bøge Station (Frs), udgangspunkt for Odense-Nørre Broby-Faaborg
- Hjallese Station (Hjs), udgangspunkt for Odense Letbane
- Lindved Trinbræt (Lis), åben fra 1934 til 1955
- Højby Station (Høs)
- Årslev Station (Ås)
- Pederstrup Station (Pds)
- Ringe Station (Re), forbindelse med Nyborg-Ringe-Faaborgbanen
- Rudme Station (Rus)
- Kværndrup Station (Kvs)
- Stenstrup Station (Sts)
- Stenstrup Syd Station (Sis)
- Kirkeby Station (Kis), nedlagt som trinbræt i 1969
- Sørup Billetsalgsted (Søs), nedlagt i 1965
- Svendborg Vest Station (Svv)
- Svendborg Station (Svg), havde forbindelse med Svendborg-Faaborg og Svendborg-Nyborg

## Nedlagte stationer

### Odense Syd (1876-1954)
Odense Syd (også Odense Sydbanegård, Odense S., Odense SFJ) på Vestre Stationsvej 5, var banens hovedstation i Odense fra åbningen til og med den 22. maj 1954. Herefter benyttedes Odenses hovedbanegård på Østre Stationsvej. Den gamle stationsbygning åbnede den 8. december 1954 som rutebilstation, der den 28. maj 1978 flyttede til Dannebrogsgade på den anden side af banen. Bygningen anvendes nu af Fyns Almennyttige Boligselskabs administration. Den toetagers hovedbygning blev tegnet af H.A.W. Haugsted i renæssancestil og opført i 1876 til banens åbning. I 1911 blev sidefløjene, tegnet af J. Vilhelm Petersen, tilføjet.

### Lindved (1934-1955)
Stoppet Lindved Trinbræt lå i landsbyen Lindved mellem Hjallese og Højby stationer i perioden fra 15. maj 1934 til 21. maj 1955, og var blevet oprettet efter ønske fra beboerne i området.

### Kirkeby (1881-1969)
Udgifterne til oprettelsen af Kirkeby Station på Kirkeby Hede (nu Kirkebyskoven) ca. 1,5 km fra Kirkeby, blev afholdt af kammerherre Otto Ditlev baron Rosenørn-Lehn (der var udenrigsminister i Ministeriet Estrup) fra godset Hvidkilde, som ønskede en læsseplads til skovproduktionen. Stationen åbnede den 24. august 1881. I 1907 blev stationsbygningen revet ned og erstattet af en ny bygning. Den 29. juni 1965 blev bygningen nedlagt som station, og fra den 1. juni 1969 standsede togene ikke længere ved stationen.

### Sørup (1876-1965)
Sørup Station, beliggende mellem Kirkeby og Svendborg, blev oprettet til banens åbning i 1876. Det sidste tog standsede ved stationen den 29. maj 1965.

## Banerenovering
Banen blev renoveret i flere omgange fra 2003 til 2009.
Fra 12. maj til 9. juni 2003 blev de tekniske anlæg udbygget, spor og sveller blev udskiftet og enkelte overkørsler nedlagt. Nogle stationer fik forlænget eller ændret perronerne. I Odense blev der anlagt et spor mellem rutebilstationens busholdeplads og den eksisterende perron hørende til spor 7.  I perioden var togene erstattet af såkaldte togbusser.
Fra 11. august til 7. september 2003  blev der lagt 25 km skinner, 20.000 nye sveller og renset 15.000 m³ skærver   mellem Stenstrup og Årslev. I perioden var togene erstattet af togbusser.
Som led i renoveringen blev stationsbygningerne i Hjallese, Højby, Pederstrup, Rudme og Stenstrup revet ned og arealerne moderniseret.
I januar i 2004 var der gratiskørsel på strækningen mellem Odense og Svendborg for at kompensere for de mange aflysninger og forsinkelser i 2003.
DSB lejede tolv Desiro-togsæt som erstatning for de MR-MRD-togsæt, der havde kørt på banen siden 1980. Som følge af renoveringen kunne togenes hastighed øges fra 100 til 120 km/t , og der kunne indføres halvtimesdrift i begge retninger mellem Odense og Svendborg, samt indføres et tog i timen i begge retninger mellem Odense og 0Ringe.
I 2005 blev der udført yderligere renoveringsarbejder , blandt andet blev signalerne repareret eller udskiftet og skinnerne slebet  og udskiftet .
Under forberedelserne til renovering af spor og en overkørsel ved Svendborg Station, blev der i maj 2007 fundet yderligere rester af et allerede kendt middelalderligt katolsk kloster under banelegemet, hvorfor passagerne den første måned transporteredes med togbus mellem stationerne Svendborg og Svendborg Vest  . Herefter kørte toget til en midlertidig perron tæt ved Svendborg Station , indtil de arkæologiske undersøgelsers færdiggørelse og sporets genetablering den 28. januar 2008. 
Fra 30. maj til 9. august 2009 renoveredes de to resterende banestykker på banen, Svendborg-Stenstrup og Årslev-Odense, i alt 27 km. Svellerne blev erstattet og skinnerne udskiftet. Desuden blev tretten broer på hele strækningen vedligeholdt, foruden ombygning af ni overskæringer og udskiftning af to sporskifter.  Under renoveringen var banen indtil skolernes sommerferie lukket mellem Svendborg og Ringe, og helt lukket i skolernes sommerferie. På de lukkede strækninger transporteredes passagererne i togbusser. 

## Kørselsuregelmæssigheder
Forsinkelser og aflysninger har i flere år været hyppige på Svendborgbanen. Der er rapporteret tilfælde af besvimelser og angstanfald pga. overfyldte tog. Den gennemsnitlige kunderettidighed (andelen af kunder der når frem til deres destination mindre end 3 minutter forsinket) var 86,9% i tidsrummet januar-oktober 2016.

## Galleri
- Svendborgbanen.
- Den nedlagte station i Sørup nord for Svendborg.
- Midlertidig perron sommeren 2007, placeret ca. 150 meter fra Svendborg Station.